# شينجي ساروساوا
شينجي ساروساوا (باليابانية: 猿沢 茂) (30 يناير 1960 في هيروشيما في اليابان – )؛ هو لاعب كرة قدم سابق كان يلعب كلاعب وسط.

## وصلات خارجية
- شينجي ساروساوا على موقع الاتحاد الدولي (مؤرشف)  (الإنجليزية)
- شينجي ساروساوا على موقع عالم كرة القدم.نت (الإنجليزية)